# Esercito Zapatista di Liberazione Nazionale
L'Esercito Zapatista di Liberazione Nazionale (in spagnolo Ejército Zapatista de Liberación Nacional, spesso abbreviato in EZLN) è un movimento armato clandestino, di stampo anticapitalista, anarchico e indigenista, attivo in Chiapas, lo Stato più meridionale e uno dei più poveri del Messico. La sua influenza è spesso indicata come uno dei motori della nascita del movimento no-global.
Il più famoso portavoce dell'EZLN è stato il subcomandante Marcos, ritiratosi volontariamente dal suo ruolo di portavoce nel maggio 2014 "rinascendo" come subcomandante Galeano (in onore del maestro della Escuelita Zapatista Jose Luis Solís López “Galeano”, ucciso da paramilitari). Uno dei loro motti è Democracia, justicia y libertad.

## Storia

### Periodo 1983-1999

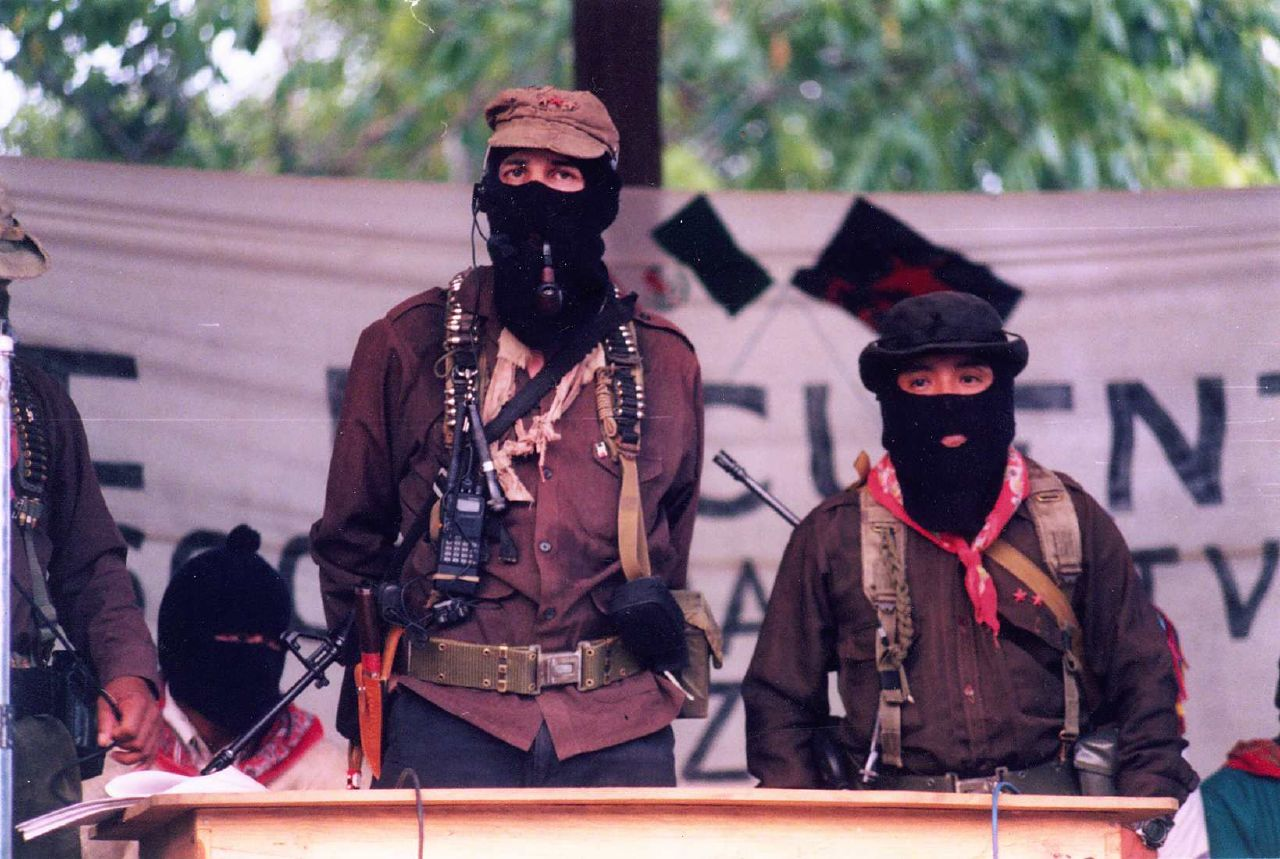
Il Subcomandante Marcos

L'EZLN si formò il 17 novembre 1983, ricorrenza tutt'oggi festeggiata. I suoi fondatori provenivano in parte da altri gruppi, tra cui alcuni combattenti e altri pacifici. Hanno fatto irruzione nel panorama nazionale e internazionale il 1º gennaio 1994, in concomitanza con l'entrata in vigore del NAFTA (North American Free Trade Agreement), noto in spagnolo come TLC (Tractado de Libre Comercio), un accordo tra Messico, USA e Canada per l'agevolazione delle attività commerciali tra questi paesi. Hanno più avanti dichiarato che il loro motto fosse "Aquí estamos!" (siamo ancora qui) riferito a una globalizzazione che, a detta loro, imponesse nuove regole non tenenti conto delle loro necessità più basilari. I combattenti indigeni, indossando passamontagna e fazzoletti per coprire il volto, hanno preso quel giorno sette comuni del Chiapas (San Cristóbal de Las Casas, Altamirano, las Margaritas, Ocosingo, Oxchuc, Huixtán e Chanal; avrebbero voluto prendere anche Tuxtla Gutiérrez, ma non la conoscevano abbastanza). Dal comune di San Cristóbal, il subcomandante Marcos ha letto la prima dichiarazione della Selva Lacandona, nella quale dichiaravano guerra al governo del Messico e annunciavano libertà, giustizia e democrazia per tutti i messicani che ne avessero bisogno. È stato anche preso prigioniero di guerra l'ex-governatore del Chiapas, il generale Abasolón Castellanos Domínguez; quest'ultimo è stato in seguito giudicato e condannato da un simbolico tribunale indigeno, e in seguito rilasciato privo di lesioni corporali. Il giorno successivo sono fuggiti dai centri urbani chiapanechi, mentre l'esercito riprendeva il controllo. Vi furono ingenti manifestazioni da parte della popolazione civile, che chiedeva a entrambe le parti un cessate il fuoco, schierandosi però più dalla parte dell'EZLN. Dopo dodici giorni di combattimenti il presidente Carlos Salinas de Gortari, al suo ultimo anno di mandato, accettò la proposta dell'EZLN di un dialogo con la mediazione della diocesi di San Cristóbal.
Le trattative durarono tre anni, con alti, bassi e interruzioni. Terminarono con la firma degli accordi di San Andrés, secondo i quali il governo avrebbe dovuto modificare la costituzione inserendo il riconoscimento dei popoli e delle culture indigene, oltre a un'autonomia legislativa. Una commissione di deputati di vari partiti politici, chiamata COCOPA, ha modificato leggermente il testo dell'accordo con il consenso dell'EZLN. Il governo del Chiapas, ora guidato dal presidente Ernesto Zedillo Ponce de León, non ha tuttavia rispettato gli accordi e ha rafforzato la presenza militare nelle zone di influenza degli zapatisti. A ciò è seguito un silenzio dell'EZLN durato tre anni.
Sono state denunciate molte violazioni del cessate il fuoco e degli accordi da parte del governo chiapaneco, mentre il governo federale ha sempre cercato di non rimanere coinvolto, definendolo un problema locale. L'esercito e i paramilitari hanno compiuto vari atti di violenza, il più grave dei quali è senza dubbio la Mattanza di Acteal. In tale occasione i paramilitari attaccarono una comunità non zapatista e nonviolenta, massacrando 45 persone, tra le quali vi erano 4 donne incinte che furono sventrate con i machete. Le vittime, uccise senza che nessuna autorità pubblica muovesse un dito, non erano zapatisti. Facevano parte di un'associazione pacifista, Las Abejas, nata cinque anni prima. Alla vigilia di Natale erano riuniti in chiesa a pregare.
Dopo la mattanza del 22 dicembre del 1997 il governo messicano accusò 20 indigeni, che dopo aver passato undici anni di prigione vennero messi in libertà per irregolarità nel processo. La storia del massacro è una storia di impunità e coperture, soprattutto dei vertici dell'esercito veri mandanti della violenza.

### 2000-2002
Il nuovo presidente Vicente Fox Quesada, eletto nel 2000, ha inviato al congresso la cosiddetta legge COCOPA (modifiche alla costituzione) il 5 dicembre 2000 come promesso in campagna elettorale. Molti esponenti del governo criticarono queste modifiche e questo spinse l'EZLN a organizzare una marcia pacifica fino a Città del Messico, dove avrebbero esposto il proprio punto di vista al governo messicano. Alla marcia, nel marzo del 2001, hanno partecipato gruppi politici di altre parti del mondo, la popolazione l'ha compresa e appoggiata e i media l'hanno seguita con attenzione.
Poco dopo questo evento, il congresso ha approvato una versione modificata della legge COCOPA, che non comprendeva le clausole di autonomia, che secondo qualcuno violavano alcuni diritti costituzionali (proprietà privata e voto segreto). Per l'EZLN e per altri gruppi politici che si battono per i diritti degli indios, questo fu un tradimento, l'ennesima menzogna del governo. La legge COCOPA, o ciò che ne rimaneva, è entrata in vigore il 14 agosto 2001. Ciò, insieme alla recente vittoria elettorale di Fox (prima vittoria del PAN, Partido de Acción Nacional, dopo anni di dominio del PRI, Partido Revolucionario Institucional), ha rallentato il movimento, togliendogli anche copertura da parte dei media.
Successivamente, vi è stato un reclamo alla Corte Suprema di Giustizia, al quale seguì una sentenza del 6 settembre 2002, secondo la quale la COCOPA era un insieme di modifiche costituzionali e non una legge come veniva erroneamente chiamata; annullare cambiamenti costituzionali era al di là dei poteri della Corte, sarebbe stata una violazione dei poteri del congresso.
Il 12 ottobre 2002 il subcomandante Marcos ha scritto una lettera sugli ultimi avvenimenti in Spagna. Era, non casualmente, la stessa data dell'arrivo di Cristoforo Colombo nelle Americhe, l'evento che gli indios identificano come l'inizio delle loro sofferenze attuali. In questa lettera lunga e appassionata, Marcos chiamava il giudice spagnolo Baltasar Garzón "un pagliaccio grottesco", soprattutto per aver bandito la festa dell'Indipendenza basca perché avrebbe supportato l'ETA; inoltre lo condanna per aver definito false le violazioni dei diritti umani contro cittadini spagnoli da parte del generale Pinochet. Il subcomandante muoveva anche pesanti critiche alla monarchia spagnola e al presidente José María Aznar. Dopo la pubblicazione della lettera da parte della stampa messicana il 25 novembre, iniziò uno scontro di parole tra Marcos e Garzón. Fra coloro che appoggiano l'EZLN, non tutti hanno apprezzato l'incidente: alcuni hanno criticato il fatto che il subcomandante si occupasse di questioni così lontane, altri hanno ritenuto improprio il tono delle lettere, altri ancora - esagerando - hanno interpretato le parole di Marcos come un elogio all'ETA.

### 2003

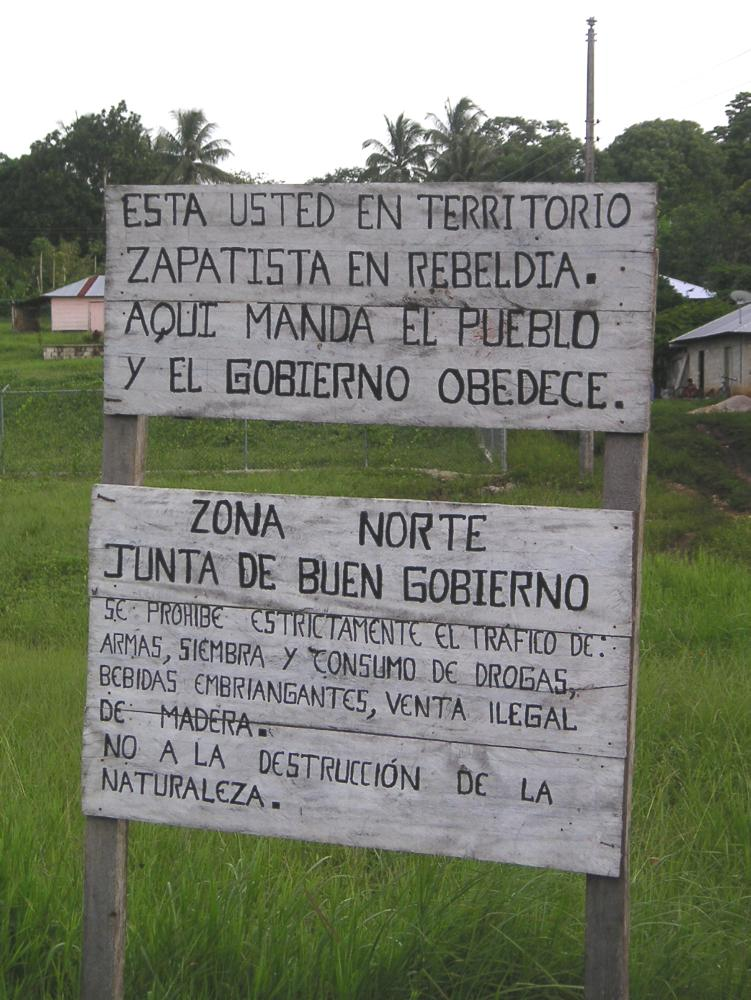
Un cartello sull'autostrada federale 307, in Chiapas.

Nel febbraio 2003, ha scritto una nuova lettera in cui condannava alcuni esponenti del PRD (Partido Revolucionario Democratico), per aver approvato nell'anno precedente la versione modificata della COCOPA proposta dall'EZLN. La lettera e le risposte che hanno seguito, hanno trovato poco seguito nella società civile. Avendo perso molto supporto da parte della popolazione, Marcos ha scritto molti altri comunicados per il resto dell'anno, ma molti sono passati quasi inosservati. A parte le critiche al mondo della politica istituzionale, ha spiegato il lavoro che l'EZLN stava svolgendo nei suoi territori e i cambiamenti alla sua organizzazione intera.
Dal dicembre del 1994, gli zapatisti hanno iniziato a formare gradualmente diversi comuni autonomi. Nell'agosto 2003, Marcos ha scritto comunicati che spiegano come questi comuni hanno sviluppato delle giunte per autogovernarsi, programmi comunitari di produzione del cibo e sistemi sanitari e scolastici gratuiti in parte supportati dalle ONG. Tutto questo era assolutamente indipendente dai servizi offerti dal governo, che non prestavano alcuna attenzione alla cultura, ai bisogni e alla medicina indigeni. Ha poi annunciato la creazione di quattro (oggi cinque) juntas de buengobierno (giunte di buongoverno), formate da rappresentanti dei comuni e supervisionate dall'EZLN. Esse servivano a verificare l'assenza di corruzione e di abusi di potere e che si seguisse sempre il dettame zapatista mandar obedeciendo (comandare obbedendo; compare anche nei cartelli di benvenuto posti al confine dei territori dell'EZLN: aqui manda el pueblo y el gobierno obedece, qui comanda il popolo e il governo obbedisce). Molti analisti hanno applaudito a tale iniziativa: il governo del popolo per il popolo, di fronte all'inefficacia dello Stato che disattende ai bisogni delle persone; altri però, hanno ritenuto che l'iniziativa di creare uno stato dentro lo Stato fosse quantomeno pericoloso.

### 2004
Nel 2004 si diffonde la voce che il subcomandante non si trovi più in Chiapas. In effetti non è stato visto nella zona per parecchio tempo, né ha risposto alle richieste di interviste. Per un lungo periodo, i suoi scritti arrivano alla società civile esclusivamente attraverso l'email e il web. Queste non sono certamente delle prove, ma alcuni giornalisti scrivono che Marcos ha lasciato lo stato. Secondo alcuni, addirittura, lo ha lasciato da parecchio tempo e ora vive in Europa.
Per la prima metà del 2004, Marcos ha mantenuto il silenzio. Dalla metà dell'anno, Luis H. Alvarez, capo della COCOPA, l'unico collegamento ufficiale tra il governo e l'EZLN, ha dichiarato che Marcos non era più stato visto in Chiapas di recente e che non sapeva dove si trovasse. L'EZLN comunque, nel frattempo, era rimasto attivo.
Nell'agosto 2004, il subcomandante ha mandato brevi comunicati alla stampa messicana. Essi, nel loro insieme, si intitolano "Leggendo un video", pubblicati dal 20 al 28 agosto. Il primo e l'ultimo si presentavano come una descrizione di un immaginario video zapatista a basso budget, gli altri erano commenti di Marcos su avvenimenti politici e sulla situazione e lo sviluppo dell'EZLN. In particolare, descrive i risultati di un anno di lavoro dei comuni autonomi e delle giunte di buongoverno. Questi hanno membri in continua rotazione per promuovere la trasparenza e dare a tutti l'opportunità di servire la comunità. I comunicati sono passati inizialmente inosservati, in parte a causa dei giochi olimpici di Atene 2004 e del congresso delle riforme del sistema di pensionamento IMSS, in parte per un calo di interesse da parte del pubblico.

### 2005
Nel giugno 2005 l'EZLN dichiara uno stato di allarme rosso: per qualche giorno i Caracol vengono chiusi, le loro attività sono sospese, i miliziani sono richiamati a raggiungere le truppe dell'EZLN sulle montagne e gli stranieri (operatori delle ONG) sono invitati a lasciare i territori zapatisti, o a rimanere sotto la propria responsabilità solo se maggiorenni. Inizialmente i motivi non vengono spiegati e la notizia viene associata con alcune recenti manovre dei gruppi paramilitari. Che ad esempio sostengono di aver bruciato tre grosse piantagioni di Marijuana in territorio zapatista, solo che la regione da loro indicata è piuttosto lontana dalla zona di influenza dell'EZLN. Inoltre l'esercito regolare ha lasciato alcune postazioni che sono state subito prese dai paramilitari. Si è temuta perciò un'imminente offensiva violenta. In realtà si è poi saputo che l'allerta era dovuta a un'importante assemblea, durata diversi giorni, che coinvolgeva tutti i popoli zapatisti; per tutta la sua durata, l'EZLN non sarebbe stato in grado di difendere le attività civili e l'incolumità degli stranieri. Sulla base di tale assemblea è stata emessa la sesta dichiarazione della Selva Lacandona.
In base a questo documento, l'EZLN si impegna ad affiancare a tutte le sue attività precedenti quella che verrà definita in un successivo comunicato del Subcomandante Marcos l'Altra Campagna. L'EZLN ha deciso di uscire dai propri confini ed incontrare qualunque gruppo (non importa se politico, sociale, collettivo, culturale, artistico, etc.) che si dica di sinistra, con la speranza che solo un progetto politico di sinistra possa salvare il paese dalla crisi. Ha infatti intenzione di creare un movimento unico (anche se non ha intenzione di allargare le proprie file, afferma) di rivolta nazionale che possa sostituire l'attuale sistema elettorale con proposte dal basso. Questo viene infatti giudicato corrotto e malfunzionante - e neanche gli esponenti del PRD, il Partito Rivoluzionario Democratico, ovvero la sinistra messicana, sono esenti da queste critiche. L'EZLN ha quindi programmato una serie di incontri con le varie organizzazioni, divisi per categoria (organizzazioni politiche, organizzazioni sociali, gruppi indigeni, ONG e gruppi artistici-culturali e collettivi, individui, più una riunione extra per chi non poteva partecipare a nessun'altra riunione). Le riunioni si sono tenute in agosto ed in settembre, per poi arrivare, il 16 settembre, ad un'assemblea plenaria di tutti i gruppi.

### 2006
Nel riassunto dell'assemblea plenaria si delinea quello che sarà il progetto di attuazione dell'Altra Campagna: il 1º gennaio 2006 una delegazione (disarmata) è partita da San Cristóbal per un viaggio attraverso tutto il Messico allo scopo di incontrare le diverse realtà locali in un'assemblea itinerante e costruire una rete di relazioni tra i diversi gruppi della sinistra extraparlamentare. La marcia terminerà simbolicamente a giugno, poco prima delle elezioni presidenziali. A capo della delegazione è stato posto lo stesso Marcos che ha assunto il titolo di Delegato Zero (o anche subdelegato zero, in continuità con il concetto di subcomandante). Gli accordi prevedono infine un'altra serie di viaggi ed incontri, di cui uno internazionale (detto dall'EZLN intergalattico), aperto a gruppi provenienti da paesi esteri.
L'EZLN ha espresso la volontà di lasciare libera l'Altra Campagna di autodeterminarsi e di influire su essa solo e soltanto attraverso i metodi democratici: vuole mettere in chiaro che la Campagna è sua come di qualunque altro gruppo partecipante. Il suo prestigio lo pone però in una posizione egemone: nonostante abbia rimesso la coordinazione della Campagna all'Assemblea, se l'è vista riconfermare attraverso una votazione.

## Ideologia
L'EZLN si oppone al neoliberismo e al sistema economico cui il Messico ha aderito dal 1982 fino ad oggi. La loro lotta però non inizia con la recente formazione dell'Esercito Zapatista, ma dura da 500 anni, identificandosi cioè con la più generale lotta dei popoli indigeni contro i conquistadores europei. L'EZLN deve il suo nome al rivoluzionario messicano Emiliano Zapata.
L'EZLN è un movimento formato sostanzialmente da indios discendenti dei Maya e ha l'obiettivo di affermare i diritti delle popolazioni native messicane. Tuttavia dai comunicati traspare anche una volontà di partecipare al movimento mondiale anti-capitalista e no-global per i diritti delle popolazioni native che abitano le terre colonizzate dai conquistadores. Si è dimostrato solidale non solo con gli altri popoli indios del Messico, che soffrono della mancanza dei più basilari diritti umani, ma anche con tutti i popoli oppressi del mondo. Tuttavia, come ha dichiarato Marcos durante un'intervista dopo la manifestazione allo Zocalo di Città del Messico, l'EZLN non si propone di fondare (o rifondare) una Internazionale che affronti tutti i numerosi problemi che il liberismo ha creato. Marcos dichiara che gli zapatisti sanno di non poter affrontare e tanto meno risolvere i problemi dell'intero Messico, pur essendo solidali con i movimenti messicani che lottano per i diritti degli indios - sempre che non siano, come a volte accade in Sudamerica, corrotti dal narcotraffico o utilizzino per il raggiungimento di questo scopo metodi che vessino la popolazione civile. Il limite che l'EZLN si è, in qualche modo, autoimposto (il rivendicare, cioè, i diritti per i popoli Maya del Chiapas), senza debordare verso un vago internazionalismo, sarebbe una lezione di vita per quelli che Luis Sepúlveda chiama "rivoluzionari da bar europei" e di saggezza per la profonda conoscenza e comprensione che gli zapatisti dimostrano di avere dei loro limiti politici, prima ancora che militari.
Il primo obiettivo politico dell'EZLN è la liberazione del Chiapas dal governo messicano, che i militanti zapatisti identificano con il mal gobierno: il governo messicano avrebbe svenduto alle multinazionali le risorse naturali del paese, costringendo gli indios in condizioni di vita inaccettabili. Per quanto riguarda il movimento no global, come ha dichiarato Marcos, "forse gli zapatisti sono stati i precursori", hanno visto e riflettuto prima di ogni altro movimento sulle conseguenze che il liberismo ha sulle singole culture particolari.

## Attività
Eccezion fatta per la prima insurrezione delle prime due settimane del 1994 e per la presa di alcune comunità poco tempo dopo, non si è a conoscenza di uso di azioni violente da parte dell'EZLN. Il movimento rifiuta l'uso dei normali canali politici offerti dal Messico, compresa la formazione di un partito politico o l'alleanza con un partito già esistente, partendo dal presupposto che queste modalità siano sempre state inutili agli indios se non dannose.
Ha realizzato alcune proteste molto visibili, come la marcia che nel 2000 dal Chiapas è arrivata a Città del Messico, con conferenze stampa e incontri con la società civile (e alcuni partiti) ad ogni tappa. Fu un grande atto dimostrativo pacifico e gli incidenti furono quasi esclusivamente verbali. Questo approccio pacifico è una delle ragioni della longevità e della grande popolarità presso la popolazione civile.

## Comunicazione
L'EZLN ha fatto della comunicazione una delle sue priorità, sia con il resto del Messico, sia con il mondo. Fin dalle loro prime azioni pubbliche, hanno prodotto dichiarazioni e analisi, scritte in buona prosa, e le hanno fatte pervenire ai media locali, nazionali e internazionali. Hanno anche fatto un uso eccellente della tecnologia, sia con le comunicazioni satellitari, sia con internet, per poter comunicare con persone da ogni paese. Ciò li ha aiutati ad ottenere la solidarietà internazionale anche da parte di organizzazioni non radicali.
Il principale comunicatore è il subcomandante Marcos, che sembra essere un uomo di mezza età che fuma la pipa. Dietro il suo passamontagna, secondo il governo, si nasconde Rafael Guillén, un insegnante universitario di Città del Messico. Marcos non ha mai confermato questa ipotesi. Comunque chiaramente non è un indio e chi lo critica spesso si appoggia a questo per mettere in dubbio i suoi obiettivi e le sue motivazioni. È riconosciuto da molti come un abile ed eloquente comunicatore; i suoi comunicati scritti, colloquiali, ironici e colmi di riferimenti a storie indigene sono stati pubblicati ampiamente dai media nei primi anni. Tuttavia, dopo il 2001 vi è stato un lungo periodo di silenzio e le sue relazioni con i media ne hanno risentito.
Nel 2002, la sua immagine ha sofferto del pubblico botta e risposta con il giudice Baltasar Garzón. Nel 2004, la strategia comunicativa dell'EZLN non era molto chiara. Eccetto per alcune lettere e comunicati sul clima politico, naturalmente critici, l'esercito zapatista è rimasto in silenzio per quasi tre anni e i media lo hanno di conseguenza trascurato. Nel mese di agosto 2013 gli zapatisti hanno organizzato la prima "scuola zapatista", aperta a studenti di tutto il mondo per diffondere la loro visione della società e la loro organizzazione.

## Influenza nella cultura di massa

### Musica
Sono state dedicate all'EZLN numerose canzoni, tra cui:
- Paramilitar degli Ska-p
- Chiapas dei Punkreas
- Il Ballo di Aureliano dei Modena City Ramblers
- War Within' a Breath, People of the Sun e  Without a face dei Rage Against the Machine
- Resiste Chiapas dei 99 Posse
- Comandante dei Gang
- Viva Zapata! della Banda Bassotti
- Mentira di Manu Chao
- Onzi Die degli Askra
- Ya se mira el horizonte di Al Makuwama
- Zapatista Dub di Sonitus Eco
- Zapata non è morto di Casa del vento
- La lunga notte di Cisco